# Antivaleria deviridata
Antivaleria deviridata är en fjärilsart som beskrevs av Embrik Strand 1921. Antivaleria deviridata ingår i släktet Antivaleria och familjen nattflyn. Inga underarter finns listade i Catalogue of Life.